# Gianluca Beggio
Gianluca Beggio (Monza, 24 ottobre 1969) è un ex pilota automobilistico italiano di kart.
5 volte campione del mondo, 4 europeo, 6 italiano è uno dei piloti di Karting più vincenti della storia.